# بلاجيوكلاس

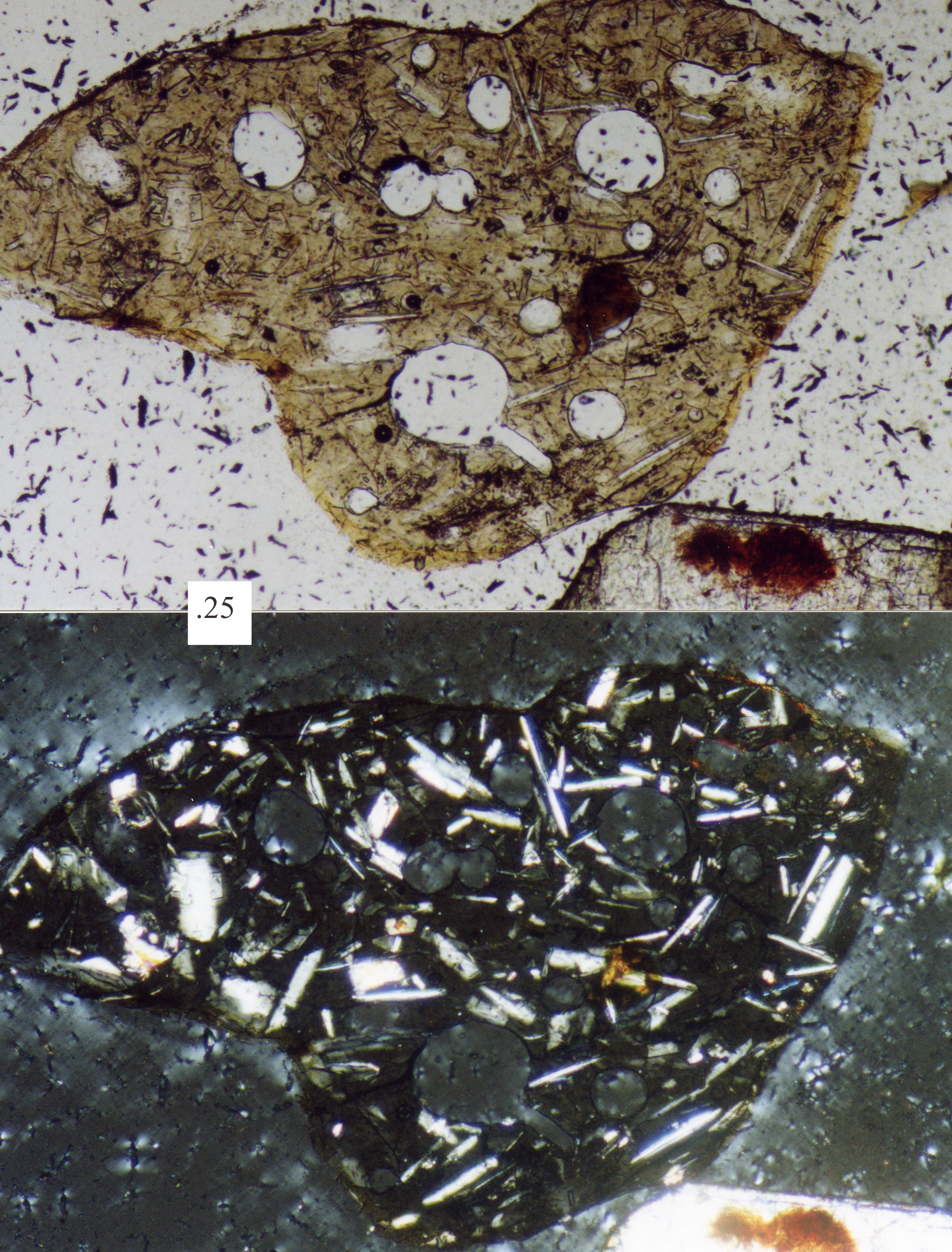

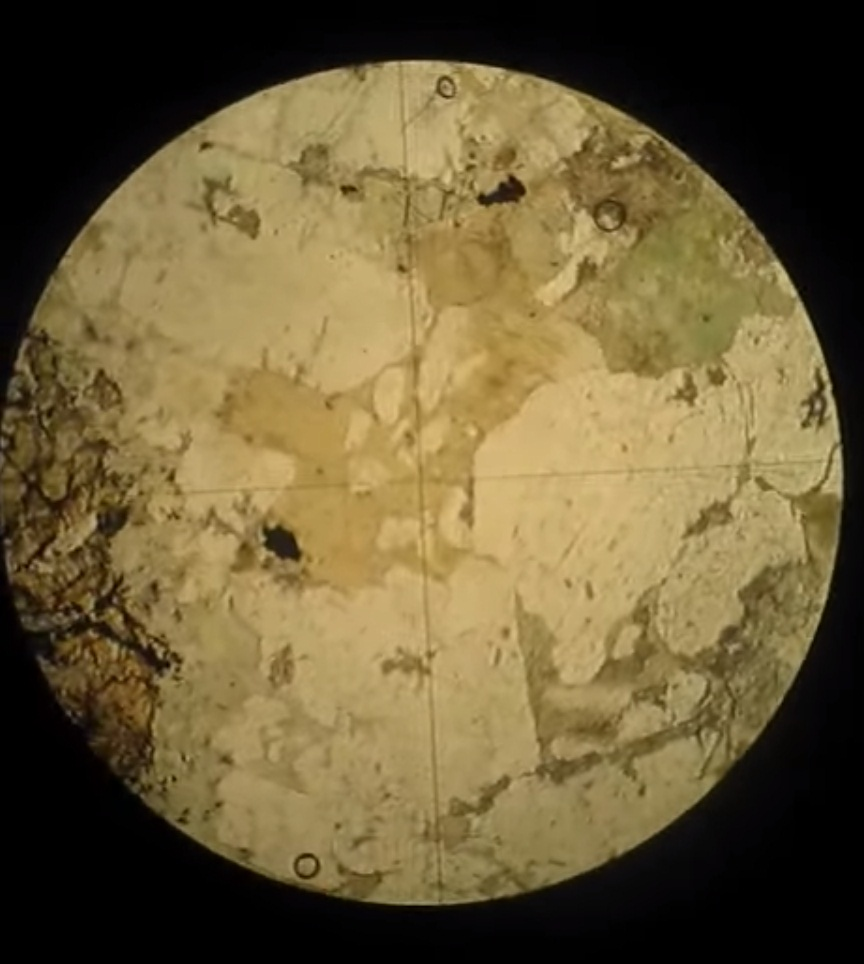
صورة مجهرية لمجموعة معادن البلاجيوكليز مع هورنبليند تحت الضوء االعادي

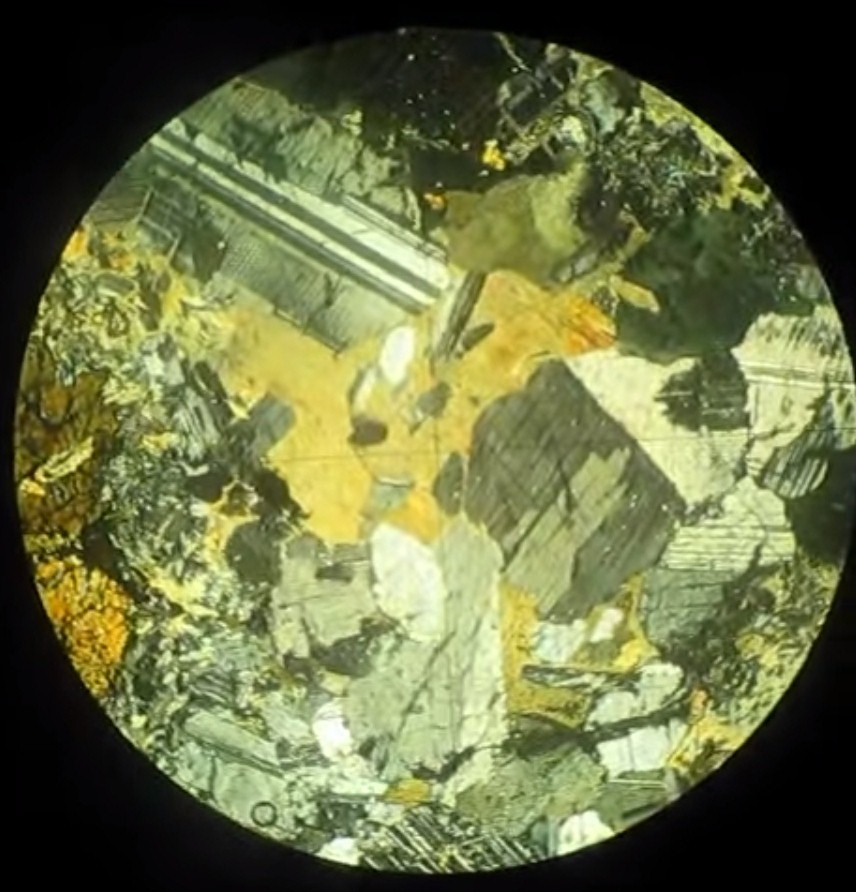
صورة مجهرية لمجموعة معادن البلاجيوكليز مع هورنبليند تحت الضوء المستقطب

البلاجيوكليز أو البلاجيوكلاز أو البلاجيوكلاس (بالإنجليزية: Plagioclase)‏ هو مجموعة هامة من معادن السيليكات تنتمي إلى طائفة الفلدسبار وهو محلول جامد يعرف غالباً باسم مجموعة بلاغيوكلاس فلدسبار. وقد إكتشفه العالم الألماني جوهان هيسيل سنة 1826 وتتنوع هذه المجموعة من آلبايت NaAlSi3O8 إلى أنورثيت CaAl2Si2O8 حيث يمكن أن تتبدل ذرة الصوديوم والكالسيوم مكان بعضهما البعض في البنية البللورية له.

## معادن وتكوينات البلاجيوكليز
| Name        | % CaAl2Si2O8 | % NaAlSi3O8 | Image |
| ----------- | ------------ | ----------- | ----- |
| أنورثيت     | 90–100       | 10–0        |       |
| بيتونايت    | 70–90        | 30–10       |       |
| لابرادورايت | 50–70        | 50–30       |       |
| أندسين      | 30–50        | 70–50       |       |
| أوليغوكلاس  | 10–30        | 90–70       |       |
| ألبيت       | 0–10         | 100–90      |       |